# Geolycosa schulzi
Geolycosa schulzi är en spindelart som först beskrevs av Dahl 1908.  Geolycosa schulzi ingår i släktet Geolycosa och familjen vargspindlar. Inga underarter finns listade i Catalogue of Life.